# Viktor Kobzev
Viktor Kobzev (Voronež, 14 settembre 1956) è un regista sovietico.

## Filmografia parziale

### Regista
- Zolotaja baba (1986)
- Pochiščenie čarodeja (1989)